# Crévéchamps
Crévéchamps is een gemeente in het Franse departement Meurthe-et-Moselle (regio Grand Est) en telt 304 inwoners (1999). De plaats maakt deel uit van het arrondissement Nancy.

## Geografie
De oppervlakte van Crévéchamps bedraagt 4,9 km², de bevolkingsdichtheid is 62,0 inwoners per km².
De onderstaande kaart toont de ligging van Crévéchamps met de belangrijkste infrastructuur en aangrenzende gemeenten.

## Demografie
Onderstaande figuur toont het verloop van het inwonertal (bron: INSEE-tellingen).